# اعاده حیثیت
اعادهٔ حیثیت یا بازگردانش آبرو عبارت است از جبران تمامی ضرر و زیان‌های مادی و معنوی ناشی از هتک حیثیت افرادی که قربانی اشتباهات قضایی گردیده یا محکومیت قضایی یافته‌اند و رفتارشان در طول زمان به نحوی بوده که عدالت و انصاف اقتضای آن را دارد که آثار محکومیت کیفری‌شان محو شود. اعاده در لغت به معنای اعطاء، بازگرداندن، رجعت، جبران کردن و برگرداندن است.
حیثیت نیز به معنای آبرو، اعتبار، حقوق و شخصیت می‌باشد.

## اعادهٔ حیثیت در قوانین ایران
در ایران دو منبع اصلی قانون، موضوع اعادهٔ حیثیت را پیش‌بینی کرده‌اند:
1. قانون اساسی
2. مصوبات قوهٔ مقننه

### قانون اساسی
قانون اساسی جمهوری اسلامی ایران در اصل ۱۷۱ ، به‌طور صریح و شفاف موضوع را بیان کرده‌است:
هرگاه در اثر تقصیر یا اشتباه قاضی در موضوع یا در حکم یا در تطبیق حکم بر مورد خاص، ضرر مادی یا معنوی متوجه کسی گردد، در صورت تقصیر، مقصر طبق موازین اسلامی ضامن است و در غیر این صورت خسارت به وسیلهٔ دولت جبران می‌شود و در هر حال از متهم اعادهٔ حیثیت می‌گردد.

### مصوبات قوهٔ مقننه
- مادهٔ ۵۸ قانون مجازات اسلامی: هرگاه در اثر تقصیر یا اشتباه قاضی در موضوع یا در تطبیق حکم بر مورد خاص، ضرر مادی یا معنوی متوجه کسی گردد در مورد ضرر مادی در صورت تقصیر، مقصر طبق موازین اسلامی ضامن است و در غیر این صورت، خسارت به‌وسیلهٔ دولت جبران می‌شود و در موارد ضرر معنوی چنانچه تقصیر یا اشتباه قاضی موجب هتک حیثیت از کسی گردد باید نسبت به اعادهٔ حیثیت او اقدام شود.
- مادهٔ ۱۰ قانون مسئولیت مدنی: کسی که به حیثیت و اعتبارات شخصی یا خانوادگی او لطمه وارد شود می‌تواند از کسی که لطمه وارد آورده‌است جبران زیان مادی معنوی خود را بخواهد. هرگاه اهمیت زیان و نوع تقصیر ایجاب نماید دادگاه می‌تواند در صورت اثبات تقصیر علاوه بر صدور حکم به خسارت مالی حکم به رفع زیان از طریق دیگر از قبیل الزام به عذرخواهی و درج حکم در جراید و امثال آن نماید.
- مادهٔ ۶۹۸ قانون مجازات اسلامی: هر کسی به قصد اضرار به غیر یا تشویش اذهان عمومی یا مقامات رسمی به‌وسیلهٔ نامه یا شکواییه یا مراسلات یا عرایض یا گزارش یا توزیع هرگونه اوراق چاپی یا خطی با امضا یا بدون آن اکاذیبی را اظهار نماید یا با همان مقاصد، اَعمالی را برخلاف حقیقت رأساً یا به‌عنوان نقل قول به شخص حقیقی یا مقامات رسمی تصریحاً یا تلویحاً نسبت دهد، اعم از این‌که از طریق مزبور به نحوی از انحا ضرر مادی یا معنوی به غیر وارد شود یا نه، علاوه بر اعادهٔ حیثیت در صورت امکان، باید به حبس از دو ماه تا دو سال یا شلاق تا ۷۴ ضربه محکوم شود.
- مادهٔ ۶۲ مکرر قانون مجازات اسلامی: محکومیت قطعی کیفری در جرایم عمدی به شرح زیر، محکوم علیه را از حقوق اجتماعی محروم می‌کند و پس از انقضای مدت تعیین‌شده و اجرای حکم، رفع اثر می‌گردد:

1. محکومان به قطع عضو در جرایم مشمول حدّ، پنج سال پس از اجرای حکم.
2. محکومان به شلاق در جرایم مشمول حدّ، یک سال پس از اجرای حکم.
3. محکومان به حبس تعزیری بیش از سه سال، دو سال پس از اجرای حکم.[۲]

## ارکان اعادهٔ حیثیت
1. ورود ضرر مادی یا معنوی به فرد خاص
2. ضرر و زیان ناشی از تفسیر یا اشتباه قاضی در موضوع یا در حکم یا در تطبیق حکم بر مورد خاص
3. کوتاهی و قصور قاضی
4. جبران خسارت توسط دولت در صورت عدم تقصیر قاضی
5. اعادهٔ حیثیت از متهم